# The Crusade (album)
Pour les articles homonymes, voir The Crusade.
Albums de Trivium
Ascendancy
(2005) Shogun
(2008)
The Crusade est le troisième album studio du groupe de metal floridien Trivium.

## Liste des morceaux
1. Ignition - 3:54
2. Detonation - 4:28
3. Entrance of the Conflagration - 4:35
4. Anthem (We Are the Fire) - 4:03
5. Unrependant - 4:50
6. And Sadness Will Sear - 3:35
7. Becoming the Dragon - 4:45
8. To the Rats - 3:43
9. This World Can't Tear Us Apart - 3:32
10. Tread the Floods - 3:35
11. Contempt Breeds Contamination - 4:28
12. The Rising - 3:46
13. The Crusade - 8:20

## Musiciens
- Matt Heafy - chant, guitare
- Corey Beaulieu - guitare, chœurs
- Paolo Gregoletto – basse, chœurs
- Travis Smith - batterie, percussions

## Certifications
| Pays              | Certification |
| ----------------- | ------------- |
| Royaume-Uni (BPI) | Or            |